# Musée du Travail
 (avril 2017).
Si vous disposez d'ouvrages ou d'articles de référence ou si vous connaissez des sites web de qualité traitant du thème abordé ici, merci de compléter l'article en donnant les références utiles à sa vérifiabilité et en les liant à la section « Notes et références ».
Le musée du Travail est un musée situé dans la ferme du château à Montfermeil, dans le département de la Seine-Saint-Denis.

## Historique
Ce bâtiment est construit avec l'ensemble seigneurial du Petit Château vers 1635.
En 1976, menacé de destruction, il est acquis par la municipalité afin d'y installer un « musée régional des outils et métiers d'autrefois ». Il devient en 1983 « musée du travail » et le siège de la société historique du Vieux Montfermeil et sa région. En 1984, il est inscrit à l'inventaire supplémentaire des monuments historiques.
Il fut restauré en 1990 et baptisé « musée du travail Charles Peyre », en hommage à l'historien local. Il regroupe une collection d'objets et d'outils que les travailleurs du Nord-Est de Paris utilisaient.
Cinquante métiers sont représentés, regroupés en cinq domaines :
- les métiers de la forêt
- l'agriculture
- l'artisanat
- le bâtiment
- les métiers de femmes